# Michael Ammermüller
Michael Ammermüller (Passau, 14 februari 1986) is een Duitse autocoureur.
Ammermüller begon met karting. In 2004 maakte hij de overstap naar auto's en debuteerde hij in de Formule Renault. Hij werd derde in het Duitse kampioenschap in deze klasse. Een jaar later behaalde hij de tweede plaats in zowel het Duitse als Europese kampioenschap.
In plaats van de gebruikelijke route te volgen via de Formule 3 stapte de Duitser meteen over naar de GP2, het voorportaal van de Formule 1. Hij werd daarin gesteund door Red Bull. Ammermüller trok de aandacht door vrijwel meteen een wedstrijd in deze felbevochten klasse te winnen.
Het Formule 1-team van Red Bull trok Ammermüller aan als testrijder. Ook vertegenwoordigde hij Duitsland in het A1GP-kampioenschap.
Zijn voorspoedig verlopende carrière liep een deuk op door een ongeval in de GP2 in 2007. Hij moest een aantal wedstrijden overslaan waardoor hij slechts 26e werd in het kampioenschap. Kort daarna verloor hij de steun van Red Bull en daarmee ook zijn rol als Formule 1-testrijder.
In 2008 deed Michael Ammermüller een stap terug. Hij kwam uit in de Formula Master, een klasse die gelijk wordt gesteld met de Formule 3. In het internationale kampioenschap won hij één wedstrijd en eindigde hij als derde.
In de winter van 2008/2009 reed hij enkele wedstrijden in de A1GP. Na enige tijd niet op internationaal niveau te hebben geracet, is hij in 2010 actief in het FIA GT-kampioenschap.

## GP2 resultaten
- Races cursief betekent snelste ronde

| Jaar | Inschrijving        | 1          | 2         | 3         | 4          | 5          | 6          | 7          | 8          | 9          | 10         | 11         | 12         | 13        | 14        | 15         | 16         | 17         | 18         | 19         | 20         | 21         | Rang | Punten |
| ---- | ------------------- | ---------- | --------- | --------- | ---------- | ---------- | ---------- | ---------- | ---------- | ---------- | ---------- | ---------- | ---------- | --------- | --------- | ---------- | ---------- | ---------- | ---------- | ---------- | ---------- | ---------- | ---- | ------ |
| 2006 | Arden International | VAL FEA 7  | VAL SPR 1 | SMR FEA 2 | SMR SPR NF | EUR FEA 10 | EUR SPR 6  | ESP FEA 3  | ESP SPR 8  | MON FEA 7  | GBR FEA NF | GBR SPR NF | FRA FEA 12 | FRA SPR 8 | GER FEA 9 | GER FEA NF | HUN FEA NF | HUN SPR 11 | TUR FEA 13 | TUR SPR NF | ITA FEA 12 | ITA SPR NF | 11   | 25     |
| 2007 | ART Grand Prix      | BHR FEA 10 | BHR SPR 7 | ESP FEA   | ESP SPR    | MON FEA    | FRA FEA NF | FRA SPR 19 | GBR FEA 10 | GBR SPR 12 | GER FEA    | GER SPR    | HUN FEA    | HUN SPR   | TUR FEA   | TUR SPR    | ITA FEA    | ITA SPR    | BEL FEA    | BEL SPR    | VAL FEA    | VAL FEA    | 26   | 1      |